# Palantir (företag)
Palantir Technologies är ett amerikanskt mjukvaruföretag som är specialiserat på big data-analys. Med huvudkontor i Denver, Colorado, grundades det av Peter Thiel, Nathan Gettings, Joe Lonsdale, Stephen Cohen och Alex Karp 2003. Företagets namn kommer från Sagan om ringen där de magiska palantiri "seende- stenar", beskrivs som oförstörbara kristallkulor som används för kommunikation och för att se händelser i andra delar av världen.
Företaget är känt för tre projekt i synnerhet: Palantir Gotham, Palantir Apollo och Palantir Foundry. Palantir Gotham används av antiterroranalytiker på kontor i United States Intelligence Community (USIC) och USA:s försvarsdepartement. Tidigare användes Gotham av bedrägeriutredare vid Recovery Accountability and Transparency Board, en före detta amerikansk federal byrå som verkade från 2009 till 2015. Gotham användes också av cyberanalytiker på Information Warfare Monitor, ett kanadensiskt offentligt-privat företag som drevs från 2003 till 2012. Palantir Apollo är operativsystemet för kontinuerlig leverans och distribution i alla miljöer. Deras SaaS är ett av fem erbjudanden som godkänts för Mission Critical National Security Systems (IL5) av det amerikanska försvarsdepartementet. Palantir Foundry används av företagskunder som Morgan Stanley, Merck KGAA, Airbus, Wejo, Lilium och Fiat Chrysler Automobiles.
Palantirs ursprungliga kunder var USIC:s federala organ. Det har sedan dess utökat sin kundbas för att betjäna statliga och lokala myndigheter, såväl som privata företag inom finans- och hälsovårdsindustrin.